# زمبره

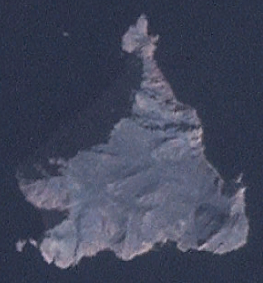
دید ماهواره‌ای از زمبره.

زِِمبْره (به کسرهٔ ز) یکی از جزیره‌های کشور تونس است.
زمبره در چند کیلومتری سیدی داود و در راستای خلیج حمامات واقع شده.
در کرانهٔ جنوبی جزیره بازمانده‌های یک بندر کهن دیده می‌شود. نیروهای نظامی تونس هم‌اینک از این جزیره استفادهٔ نظامی می‌کنند.